# Die Sünde einer schönen Frau
Die Sünde einer schönen Frau (Originaltitel: Hříchy lásky) ist ein tschechoslowakisch-deutscher Stummfilm von Karel Lamač aus dem Jahr 1929 mit internationaler Besetzung. Das Filmdrama spielt in der Prager Theaterszene.

## Handlung
Der Schauspieler Ivan Kristen und seine Ehefrau Soňa verlassen das Theater in der böhmischen Provinz, um ein Engagement in Prag anzunehmen. Soňa Kristenová verdankt ihre künstlerische Karriere ihrem Ehemann, aber aufgrund einer Entscheidung des Theaterdirektors Eduard Warren bleibt Ivan Kristen im Gegensatz zu seiner Gattin zunächst ohne Rolle. Soňa Kristenová wird zum Star, dem von ihrem Schauspielkollegen Richard Kent Avancen gemacht werden. Kristens sieht sich und sein Schauspieltalent übersehen und drängt darauf, dass er und seine Frau das Theater verlassen. Kent, an Soňas Verbleib am Theater interessiert, legt für Kristen ein gutes Wort ein, woraufhin dieser endlich eine Rolle erhält.
Um sich bestmöglich auf das Stück vorzubereiten, studiert Kristen in der Kneipe verschiedene Menschentypen. Dabei lernt der Schauspieler einen Taschendieb namens Ferda Štika kennen. Dieser bietet Kristen an, den Brief, den Soňa an Kent geschrieben hat, zu stehlen. Štika gelingt es, sich Zutritt zu Kents Wohnung zu verschaffen, während Kristen das Geschehen vom Hotel auf der gegenüberliegenden Straßenseite beobachtet. Es kommt zu einem Schusswechsel, woraufhin Kristen in Verdacht gerät und untertaucht. Štika ertrinkt beim Fluchtversuch in der Moldau. In der Folge verfällt Kristen dem Alkohol. Eines Tages besucht Kristen Kent in dessen Apartment. Er erfährt, dass sich Soňa im Brief an Kent von diesem verabschiedet hatte, da sie ihren Mann nicht verlassen könne. In diesem Moment kommt Soňa unerwartet in die Wohnung, Kristen versteckt sich hinter einem Vorhang auf dem Balkon, von wo er auf die Straße stürzt und tödlich verunglückt. Soňa und Kent verlassen die Wohnung, ihr Auto bahnt sich den Weg zwischen den Schaulustigen, die sich um Kristens Leiche versammelt haben.

## Hintergrund
Der Film hatte seine deutsche Premiere am 11. Oktober 1929 in Hamburg. In der Tschechoslowakei kam der Film am 25. Oktober 1929 in die Kinos. In Österreich startete der Film am 7. März 1930 unter dem Titel Die letzte Maske. Nach seiner Restaurierung wurde der Film am 3. Juli 2017 beim Internationalen Filmfestival Karlovy Vary wiederaufgeführt. Seine Wiederaufführung in Deutschland erlebte der Film am 19. August 2017 im Rahmen der Internationalen Stummfilmtage in Bonn, hier allerdings unter dem Titel Sünden der Liebe.

## Kritik
Martin Beheim-Schwarzbach schreibt im Film-Journal vom 13. Oktober 1929: „Es gibt Filme, die ganz in der Stille entstehen, eines Tages sind sie da, und siehe, sie haben die ruhige Selbstverständlichkeit des Vortrefflichen. Zu diesen gehört diese SÜNDEN DER LIEBE, zu welcher wir uns nur den unschönen, konventionellen und nicht einmal passenden Titel wegdenken möchten, als einzige Dissonanz. Alles andere ist erste Klasse.“
Die Österreichische Filmzeitung vom 7. September 1929 schreibt: „Der […] zur Vorführung gebrachte Film "Die letzte Maske" gehört zu jenen Werken, die durch das Zusammenwirken von Regie und Darstellung in Verbindung mit einem erstklassigen, interessanten Sujet jene unfehlbare Wirkung ausüben, die den Besucher gefangennimmt und ihn regsten Anteil an den vor ihm abrollenden Vorgängen nehmen lässt.“
Kritischer waren Paimann’s Filmlisten: „Das Thema ‚Welker Lorbeer‘ mit kriminellen Einschlag, trotz einer gewissen Breite kontinuierlich gearbeitet, sorgfältig inszeniert und durchgehends sehr gut dargestellt. Die Aufmachung ist nicht groß, aber ebenso wie die Photographie entsprechend. – Gesamtqualifikation: Guter Mittelfilm.“